# Stazione di Fossalta di Piave
La stazione di Fossalta di Piave è una fermata ferroviaria posta lungo la linea Venezia-Trieste, a servizio del comune di Fossalta di Piave.
È localizzata in comune di Musile di Piave, in località Ca' Malipiero.

## Storia
Fino al 1º febbraio 1913 era denominata «Fossetta»; in tale data assunse la nuova denominazione di «Fossalta di Piave».

## Movimento
La stazione è servita da treni regionali svolti da Trenitalia nell'ambito del contratto di servizio stipulato con le regioni interessate.